# Törökbálint
Törökbálint  este un oraș în districtul Érd, județul Pesta, Ungaria, având o populație de 12.210 locuitori (2011). 

## Demografie
Componența etnică a orașului Törökbálint
     Maghiari (90,97%)
     Germani (5,55%)
     Necunoscut (1,7%)
     Alții (1,78%)
Componența confesională a orașului Törökbálint
     Romano-catolici (37,89%)
     Fără religie (17,86%)
     Reformați (10,95%)
     Atei (2,26%)
     Luterani (1,21%)
     Necunoscută (28,69%)
     Alte religii (3,17%)
Conform recensământului din 2011, orașul Törökbálint avea 12.210 locuitori. Din punct de vedere etnic, majoritatea locuitorilor (90,97%) erau maghiari, cu o minoritate de germani (5,55%). Apartenența etnică nu este cunoscută în cazul a 1,7% din locuitori. Nu există o religie majoritară, locuitorii fiind romano-catolici (37,89%), persoane fără religie (17,86%), reformați (10,95%), atei (2,26%) și luterani (1,21%). Pentru 28,69% din locuitori nu este cunoscută apartenența confesională.